# 黒田義之
黒田 義之（くろだ よしゆき、1928年3月4日 - 2015年1月22日）は、日本の映画監督、特撮監督。

## 経歴
1928年（昭和3年）、愛媛県松山市生まれ。京都市立太秦小学校の同級生には、森田富士郎がいた。子供の頃、映画の子役を務めていた関係で、京都太秦にあった新興キネマ撮影所や、片岡千恵蔵が主宰した千恵プロの映画作品に多数出演した。
立命館大学理工学部数学科卒業。この時は子役時代の経験もあって「撮影所には入らないで、教員になろう」と思っていたことから、しばらく京都府立嵯峨野高等学校（当時は女学校だった）で数学教師を務めた。
1950年（昭和25年）、レッドパージの影響で大映京都撮影所の助監督が7人も退社して急遽助監督を募集していたこともあり、また叔父が伊藤大輔と稲垣浩で、また父親が映画会社大映で製作主任を務め、母親の弟がカメラマンの牧浦地志であるということもあって、大映の入社試験を受け合格。大映京都撮影所の「監督部」に入る。「監督部」の同期生は黒田の他に5人おり、池広一夫、井上昭、土井茂がいた。他に美術部に内藤昭がいた。
この年、『鉄路の弾痕』（安田公義監督）で助監督デビュー。助監督としては、他に伊藤大輔監督に師事した。
1958年（昭和33年）、理工学部出身を買われて「お前やってみないか」と誘われ、特撮映画『日蓮と蒙古大襲来』（渡辺邦男監督）で築地米三郎の特撮助監督を務める。「これが特撮との本格的な出会いだった」と語っている。
1961年（昭和36年）、日本初の70mm総天然色スペクタクル映画『釈迦』（三隅研次監督）で、的場徹特撮監督の撮影助手を務める。『旅はお色気』で監督昇進を果たす。
1964年（昭和39年）、日米合作映画『あしやからの飛行』（マイケル・アンダーソン監督）で特撮監督。大映で初となるブルーバック合成をアメリカ側の用意した設備で使用。
1966年（昭和41年）、『大魔神』（安田公義監督）で森田富士郎とともに特撮を担当し、続く『大魔神怒る』（三隅研次監督）、『大魔神逆襲』（森一生監督）と「大魔神三部作」の特撮監督を務めた。
1967年（昭和42年）、「日本映画記者金賞」受賞。
1968年（昭和43年）、『妖怪百物語』（安田公義監督）で特撮を監督。続く『妖怪大戦争』（本編・特撮監督を兼任）、『東海道お化け道中』（安田監督と連名で監督記名）と、「妖怪三部作」の特撮を担当。
1970年（昭和45年）、特撮時代劇『透明剣士』を特撮兼任で監督。
1971年（昭和46年）11月、大映が倒産。三隅監督や森田富士郎ら旧大映のスタッフと共に「映像京都」を設立。大映京都撮影所を運営維持。
1972年（昭和47年）、円谷プロに招かれ、テレビ特撮番組『ミラーマン』（フジテレビ）に監督参加。
1973年（昭和48年）、円谷プロのテレビ特撮番組『ジャンボーグA』（毎日放送）に監督参加。
1974年（昭和49年）、『子連れ狼 地獄へ行くぞ!大五郎』（勝プロ）を監督。フジテレビのテレビ時代劇『銭形平次』や『座頭市物語』に監督参加。
1975年（昭和50年）、『影同心』（毎日放送）に監督参加。
1977年（昭和52年）、東京12チャンネルの『新・木枯らし紋次郎』に監督参加。
そのほか、映像京都で『影の軍団』、『必殺シリーズ』など、テレビ時代劇を中心に活躍。
1993年（平成5年）、『ぼくに涙はにあわない』（共和教育映画社）を監督。この作品で翌年、「文部大臣賞」を受賞。「日本映画監督協会」会員。京都科学技術専門学校・映像音響学科の講師としても、後進の指導にあたった。
2015年（平成27年）1月22日、死去。86歳没。

## 人物・エピソード[1]
森田富士郎は小学校の同級生だが、大映京撮へは森田より遅れての入社となった。映画監督の稲垣浩と伊藤大輔は叔父に当たる。京都市鳴滝に住み続け、「今も鳴滝から出ていかないのは、『鳴滝組』というものが昔にあって、いろいろな監督連中や脚本家連中が出てきた土地だから。そういうところで育ちましたからね。『よっしゃ、俺だって!』という気持ちがあったんです」と語っている。
日米合作映画『あしやからの飛行』で森田富士郎とともに特撮を担当したが、アメリカ式の撮影方法はフィルムの長回しで、1日に1 - 2万フィートのフィルムを消費するが、日本式の撮影方法はOK尺数だけ撮るというもので、そもそも生フィルムも完成プリントの予想尺の2倍しか支給されなかった。このため、アメリカ側が「日本のフィルムの仕上がり量が少なすぎる、日本の特撮班は仕事をしていないのではないか」と疑い始め、アーノルド・ギレスビー が様子を見に来日。が、ラッシュ･フィルムを見たギレスビーは黒田らの撮った飛行特撮シーンの出来がよいことに驚き、「あの（小さい）セットでこれだけ撮れたら大したものだ」と安心して帰っていったという。
この『あしやからの飛行』ではブルーバック合成が使われたが、この際のブルーバックはホリゾントを青く塗ったものが使われた。しかしこの手法は照明を均一に当てるのが難しく、色ムラが多く、照明の熱で青色が褪せてしまうなど問題が多かった。しかも米国UA社は東京現像所を信用せず、技術はすべて米国に持ち帰ってしまった。撮影担当の森田富士郎がこれを惜しんで、ブルーバックを個人的に研究し、デモフィルムが成功したため、奥田久司が「京撮でどれだけトリックが使えるか試そう」と『大魔神』を企画。永田雅一社長も、当時1千万円近かった米国製の「ブルースクリーン」を京撮に導入してくれた。黒田は『大魔神』の企画を見て、まず師匠の伊藤大輔のところへ相談に行ったという。
『大魔神』では、森田と相談してスタッフの人選も行っている。「大魔神」役に橋本力を選んだのも黒田だった。黒田は橋本に「主役は君なんだよ」と声をかけ、かっと見開いた目の演技を指示。この大魔神の目の演技は大評判となった。黒田は「眼はものを言うんだから、電球で光る眼ではドラマが嘘になってしまう。ギョロッと光る眼がものを言うんです。怒りと悲しみ、そういう表情は、電球では表現できないですよ」と語っている。黒田は『大魔神シリーズ』では、クライマックスの魔神が暴れるシーンでは、上映フィルムに「ノッチ（音量）上げる」と指示を入れていた。「こういうのは劇場で見ないとわからない」と語っている。
『大魔神』などの特撮映画について、「大事なのはチームワーク」とし、「こういう映画は面白いんですよね。ラッシュの試写をスタッフで楽しんで観るというのは映画でもテレビでも大切ですよ。自分たちが作ったショットを見て、あんなことをやってる、それがどう映ったか、今度はこうやってみるか…、観る楽しさが無ければ、作品はうまくいかないですね」と語っている。
黒田は『ミラーマン』、『ジャンボーグA』と円谷プロのTV作品に参加しているが、これは、『ミラーマン』のプロデューサーである淡豊昭の要請である。1973年には、円谷英二が念願としていた特撮映画企画『竹取物語』を円谷プロで森田富士郎と二人で検討していた。脚本まで完成していたが、円谷一社長の急死によって頓挫してしまった。黒田は「『スター・ウォーズ』のようなメカニック特撮より、『竹取物語』や時代劇をベースにしたもののほうが日本の特撮には合っていると思うが、企画がどうも貧困なんですね」とも語っている。
『子連れ狼 地獄へ行くぞ!大五郎』では、当初監督は三隅研次に依頼されたが、三隅は「こんなんようやらん、こんなん西部劇やないか」と難色を示し、引き受けなかった。が、若山は手押し車を橇にした雪山のアクションがどうしてもやりたいと熱望。これを受けて、「アクションが撮れる監督を」と、黒田にメガホンが渡された。
大映東京撮影所には「特撮課」があったが、大映京都撮影所にはとうとう倒産まで「特撮課」が作られず、黒田のクレジットも「特技監督」、「特撮監督」と称されなかった。これについて黒田は、「京都撮影所のあらゆるメンバーでやっていける、特別に（特撮課を）作らんでもやって見せるという気持ちがあったんだと思う」とし、「『大魔神』のスタッフだって、みんな時代劇や本編をやった人ばかりだし、どの作品だってそうです。いいスタッフさえ集まれば、できるということですよ。安田さんだって三隅さんだって『大魔神』やろうが、取り組む姿勢は同じですよ。決して手を抜くとか、そういうことは考えないですね。特撮だってドラマと同じなんだから、それでいいという考えだったんでしょう」と語っている。
映画人生を振り返り、「胸を張れること」として、担当作品の映画もテレビも、「ビデオ撮りは一本もなく、すべてフィルムだったこと」と語っている。

## 主な助監督作品
- 又四郎喧嘩旅（1956年）
- 柳生連也斎 秘伝月影抄（1956年）
- 喧嘩鴛鴦（1956年）
- 不知火頭巾（1957年）
- 日蓮と蒙古大襲来（1958年）※特撮助監督
- 遊太郎巷談（1959年）
- 関の弥太っぺ（1959年）
- 幽霊小判（1960年）
- 釈迦（1961年）※特撮助監督
- 妖僧（1963年）
- 眠狂四郎円月斬り（1964年）
- 忍びの者 続・霧隠才蔵（1964年）
- 若親分（1965年）
- 若親分出獄（1965年）
- 若親分千両肌（1967年）

## 監督作品
- 旅はお色気（1961年）
- お兄哥さんとお姐さん（『今宵限りの三度笠』改題（1961年）
- 新・鞍馬天狗 五条坂の決闘（1965年）
- 妖怪大戦争（1968年）
- 東海道お化け道中（1969年）
- 透明剣士（1970年）
- あゝ独身（1970年）
- 海兵四号生徒（1971年）
- 子連れ狼 地獄へ行くぞ!大五郎（1974年）

## 特撮監督作品
- 妖僧（1963年）※特殊技術
- あしやからの飛行（1964年）
- 大魔神（1966年）
- 大魔神怒る（1966年）
- 大魔神逆襲（1966年）
- 妖怪百物語（1968年）
- 鉄砲伝来記（1968年）

## 主なテレビ演出作品
- ザ・ガードマン
- 座頭市物語
- 唖侍 鬼一法眼
- 木枯し紋次郎
- 影の軍団
- 銭形平次
- 遠山の金さん
- 「必殺」シリーズ
- 新諸国物語 笛吹童子
- ミラーマン
- ジャンボーグA
- 影同心
- 徳川の女たち

## CM
- ヤンマーディーゼル

## 主な脚本作品
- 修羅の伝説
- 残侠 ZANKYO